# نسکتونگا، اکلاهما
نسکتونگا(به انگلیسی: Nescatunga) شهری در ایالت اکلاهما کشور ایالات متحده آمریکا است که جمعیت آن در سرشماری سال ۲۰۱۰ میلادی، ۷۰ نفر بوده‌است.